# 1552 год в науке
В 1552 году произошли различные научные и технологические события, некоторые из которых представлены ниже.

## События
- Бартоломео Эустахио, итальянский врач и анатом, завершил труд Tabulae anatomicae («Анатомические таблицы»), в котором изложил свои открытия в области структуры внутреннего уха (в том числе евстахиеву трубу)[1], опубликованном только в 1714 году.
- Амбруаз Парэ, французский хирург, считающийся одним из отцов современной медицины, был принят на королевскую службу при дворе. Был придворным хирургом при королях Генрихе II, Франциске II, Карле IX и Генрихе III.
- Эдвард Уоттон, английский медик и естествоиспытатель, один из основоположников биологической систематики в применении к зоологии издал свой труд De differentiis animalium (1552), который стал первым обстоятельным зоологическим трактатом со времён Аристотеля.
- Осуществлён перевод «Libellus de medicinalibus indorum herbis» («Книжечка об индейских лекарственных растениях») — ацтекского травника, содержащего изображения и описания лекарственных растений, используемых в доколумбовой Мексике.
- Опубликован труд De frugum historia, Ремберта Додунса, фламандского ботаника, географа, астронома.
- Шарль Этье́нн издал один из первых французских путеводителей — «Путеводитель французских дорог» (Le Guide des chemins de France).
- В Париже опубликован труд медика Тьерри де Эри «La Méthode Curatoire de la maladie vénérienne vulgairement appelée grosse Vairolle, rolee et de la diversité de ses symptômes» («Метод лечения венерических заболеваний…»)[2].
- Немецкий математик Марко Аурел издал первую книгу по арифметике и алгебре «Libro primero de arithmetica algebratica»

## Родились
- 28 февраля — Йост Бурги, немецкий и швейцарский математик, астроном, часовщик и приборостроитель (умер в 1632).
- 14 августа — Паоло Сарпи, итальянский историк (умер в 1623).
- 20 сентября — Шольц фон Розенау, Лоренц, немецкий ботаник и врач (умер в 1599).
- Петер Планциус, фламандский картограф (умер в 1622).

## Скончались
- 21 апреля — Петер Апиан, немецкий механик, астроном и космограф (родился в 1495).
- 26 мая — Себастиан Мюнстер, немецкий учёный, картограф и космограф (родился в 1488).
- 12 ноября — Йодокус Виллих, немецкий медик, филолог, энциклопедист (родился в 1501).